# Émilie Delorme
Émilie Delorme, (Lyon, 1975) es administradora de instituciones culturales . El 14 de diciembre de 2019, se convirtió en la primera mujer en ser nombrada directora del Conservatorio Nacional de Música y Danza de París. Asumió el puesto desde el 1 de enero de 2020. 

## Biografía
Émilie Delorme estudió ingeniería y obtuvo el diploma de ingeniería civil de la École nationale supérieure des mines de Nancy en paralelo estudió en el Conservatorio de Lyon y luego en Nancy, donde obtuvo un premio de viola, un diploma en violín y un diploma en análisis musical. En 1999, siguió un tercer ciclo de gestión de instituciones culturales en el Instituto Superior de Gestión Cultural mientras trabajaba en IMG Artists  . 
Trabajó en el festival internacional de arte lírico de Aix-en-Provence en 2000, en el teatro real de La Monnaie en Bruselas en 2003, y nuevamente en el festival de Aix de 2007 convirtiéndose en presidenta del Salón del Festival Internacional de Música de Cámara de Provenza.
Con Bernard Foccroulle, creó una red de academias de ópera, la Red Europea de Academias de Ópera, y la ha dirigido desde 2011. Desarrolla la cooperación con artistas de la cuenca mediterránea mediante la creación de la red MEDiterranean INcubator of Emerging Artists (Medinea)
En diciembre se anunció su nombramiento al frente del Conservatorio Nacional de Música y Danza en París sucediendo a Bruno Mantovani. El diario Le Monde destacó que Delorme era una notable defensora de la paridad y la diversidad. Otros medios de comunicación destacan la paradoja de que Delorme sustituya a Mantovani quien en 2013 suscitó una polémica afirmando que "estaba un poco molesto por los discursos sobre la paridad y las discriminaciones positivas" asegurando que "una mujer que va a tener hijos lo tendrá mal para tener una carrera como director de orquesta".
El nombramiento oficial de Émilie Delorme como directora del Conservatorio Nacional de Música y Danza de París fue publicado en el Diario Oficial el 14 de diciembre de 2019. Debe asumir el cargo 101 de enero de 2020